# Famous Last Words (canción)
«Famous last words» es la decimotercera canción y el segundo sencillo del álbum The Black Parade de la banda My Chemical Romance, publicado en 2006. Se lanzó como sencillo el 22 de enero de 2007. La revista Entertainment Weekly la describe como «una canción roquera esperanzadora y con un coro desvergonzadamente grandioso».
El video musical se estrenó el 12 de diciembre de 2006 en MTV 2. El video fue estrenado oficialmente en los Estados Unidos el 11 de enero de 2007 en Total request live y más tarde alcanzó el primer puesto. Ha sido visto alrededor de 100 millones de veces en YouTube.
Para el Reino Unido y otros territorios, el sencillo solo llegó en vinilo, con una cubierta con una imagen dividida en dos partes. El 12 de marzo la banda tocó la canción en el programa The tonight show con Jay Leno.

## Composición
My Chemical Romance escribió la canción en Los Ángeles, en su estadía en una casa llamada The Paramour. La canción surgió mientras uno de los miembros de la banda estaba ausente debido a una «profunda depresión», según ha declarado Gerard Way, en un periodo que define como «una de las partes más difíciles» de la creación del álbum. Además ha mencionado que la canción claramente habla sobre las cosas por las que estaban pasando en el momento, sobre las cosas que más les dolían y sobre las que no querían hablar. El riff de la canción fue creado por Gerard Way mientras improvisaba con la guitarra del productor Rob Cavallo, en medio de una conversación con el guitarrista Ray Toro alrededor de las cuatro de la mañana. El riff fue definido por Way como «pesado; no pesado como Black Sabbath, sino pesado emocionalmente». También define a la canción como una «durmiente», al igual que «Helena»: una canción que los sorprendió al ser terminada.

## Lista de canciones
Versión 1 (CD promocional)
1. «Famous last words» (versión de álbum) – 4:59
2. «Famous last words» (versión alternativa) – 4:18

Versión 2 (CD y disco de vinilo)
1. «Famous last words» – 4:18
2. «My way home is through you» – 3:00.

Versión 3 (disco de vinilo)
1. «Famous last words» – 4:18
2. «Kill all your friends» – 4:31[3]

Versión 4 (CD)
1. «Famous last words» – 4:18
2. «My way home is through you» – 3:00
3. «Kill all your friends» – 4:31[4]

Versión 5 (descarga digital)
1. «Famous last words» (en vivo) – 4:53
2. «My way home is through you» – 3:00
3. «Kill all your friends» – 4:31

## Video musical
Los videos musicales para "Welcome to the Black Parade" y "Famous last words" fueron filmados uno después de otro. Originalmente, My Chemical Romance rehusó contar cuál sería su segundo video, diciendo que era un "secreto" que no podían revelar aún. Más tarde se anunció que el segundo video de The Black Parade sería "Famous last words", dirigido por Samuel Bayer, el mismo director que trabajó en "Welcome to the Black Parade". El clip fue filmado el 3 de agosto de 2006.
El video muestra el mismo escenario usado en “Welcome to the Black Parade”, solo que ahora en llamas y muy desgastado. Todos los del desfile han abandonado a la banda y ésta parece estar en una situación desesperada. Gerard Way al parecer sería el que está muriendo o tiene alguna enfermedad, debido al maquillaje usado sobre todo alrededor de sus ojos, que es idéntico al que usó el actor que representó al paciente en el video de “Welcome to the Black Parade”, solo que sin la bata de hospital. Además adopta una expresión facial de locura. La condición de la banda empeora cuando la suciedad comienza a llegar hacia ellos. Casi al finalizar el video una luz ilumina a la banda.
En una entrevista, Gerard Way dijo que la canción fue escrita en "el período más oscuro en la carrera de esta banda". La canción usada en el video musical es una versión acortada, con un puente y dos coros eliminados.
Mientras realizaban la grabación del video, el baterista Bob Bryar sufrió quemaduras en su pierna, después de estar mucho tiempo cerca del fuego. En una de las versiones del video se lo puede ver tirando sus pantalones, mientras se quema su pierna izquierda. Bob estuvo un tiempo fuera de la banda debido a las quemaduras, y dos conciertos debieron ser cancelados.
El video se estrenó el 11 de enero de 2007 en el programa de videos Total request live. El 24 de enero llegó al número 1 y pasó nueve días allí y no fue sacado de la cuenta regresiva hasta el 26 de marzo. En los Estados Unidos es el mismo video que en el Reino Unido, con la diferencia de que le cortan la parte en la que Bob se quema. Mientras que por MTV se transmitió la versión estadounidense, otros canales como el chileno Vía X transmitieron la inglesa.
El video también ha sido visto más de 70 millones de veces en YouTube. El 1 de noviembre de 2007 estaba posicionado como el tercer videoclip más visto en la historia del sitio en la sección música (después de “Girlfriend” de Avril Lavigne y “Teenagers” de My Chemical Romance también) y el cuarto más visto en todo el sitio, quedando en primer lugar "Evolution of dance", de Judson Laipply.

## Posicionamiento
| LISTAS         |                            |          |
| País           | Lista                      | Posición |
| Estados Unidos | Billboard Hot 100          | 88       |
| Estados Unidos | Hot Mainstream Rock Tracks | 23       |
| Estados Unidos | Pop 100                    | 87       |
| Australia      | Top 50                     | 20       |
| Noruega        | Top 20                     | 11       |
| Nueva Zelanda  | Top 50                     | 6        |
| Suecia         | Top 100                    | 37       |
| Reino Unido    | Top 75                     | 7        |
| Colombia       | Rock 100 (Radioacktiva)    | 1        |